# Cuolm da Latsch
Der Cuolm da Latsch (Cuolm, rätoromanisch für «Bergübergang», «Berg», «Mäiensäss», «Bergwiese» aus lateinisch culmen für «Gipfel») ist ein Berg nördlich von Bergün im Kanton Graubünden in der Schweiz mit einer Höhe von 2295 m ü. M. Der breite Rasenhügel bietet sowohl im Sommer als auch im Winter ein leicht erreichbares Tourenziel und eine imposante Sicht zu den Bergüner Stöcken. 

## Lage und Umgebung
Der Cuolm da Latsch ist eine vorgelagerte Kuppe der Bergkette des Ducan und gehört zu den Albula-Alpen. Der breite Rasenhügel liegt vollständig auf dem Gemeindegebiet von Bergün Filisur und wird im Südwesten durch das Albulatal, im Norden durch die Val da Stugl, im Osten durch die Val Striela und im Süden durch die Val Tuors eingefasst.
Zu den Nachbargipfeln gehören der Piz Prosonch (2684 m) im Osten, der Piz Darlux (2642 m) im Süden, der Chavagl Grond (2442 m) im Westen und der Muchetta (2623 m) und das Büelenhorn (2808 m) im Norden.
Der am weitesten entfernte sichtbare Punkt (46° 41′ 6,6″ N, 8° 23′ 54″ O) vom Cuolm da Latsch befindet sich in westlicher Blickrichtung in einer Entfernung von 103 Kilometern. Der Punkt liegt nördlich des Hinter Tierbergs (3446 m) auf der Kantonsgrenze von Bern und Uri auf einer Höhe von 3391 m
Talort ist Bergün (1365 m), häufige Ausgangspunkte sind Latsch (1589 m) und Stugl (1551 m).

## Routen zum Gipfel

### Sommerroute

#### Von Latsch
- Ausgangspunkt: Latsch (1589 m)
- Via: Pro d’Men
- Schwierigkeit: B, durchgehend als Wanderweg weiss-rot-weiss markiert
- Zeitaufwand: 2 Stunden

#### Von Stugl
- Ausgangspunkt: Stugl (1551 m)
- Via: Über den Westhang
- Schwierigkeit: B, durchgehend als Wanderweg weiss-rot-weiss markiert
- Zeitaufwand: 2 Stunden
- Alternative: Von Stugl über die Alp da Stugl

### Winterroute

#### Von Latsch
- Ausgangspunkt: Latsch (1589 m)
- Via: Pro d’Men, P. 1965, über die Hänge von Larect, zuletzt dem Sommerweg folgend
- Expositionen: S
- Schwierigkeit: L
- Zeitaufwand: 2½ Stunden
- Bemerkung: Das Schutzgebiet am Cuolm da Latsch unbedingt beachten. Man halte sich strikt an die Aufstiegsroute.

## Bilder

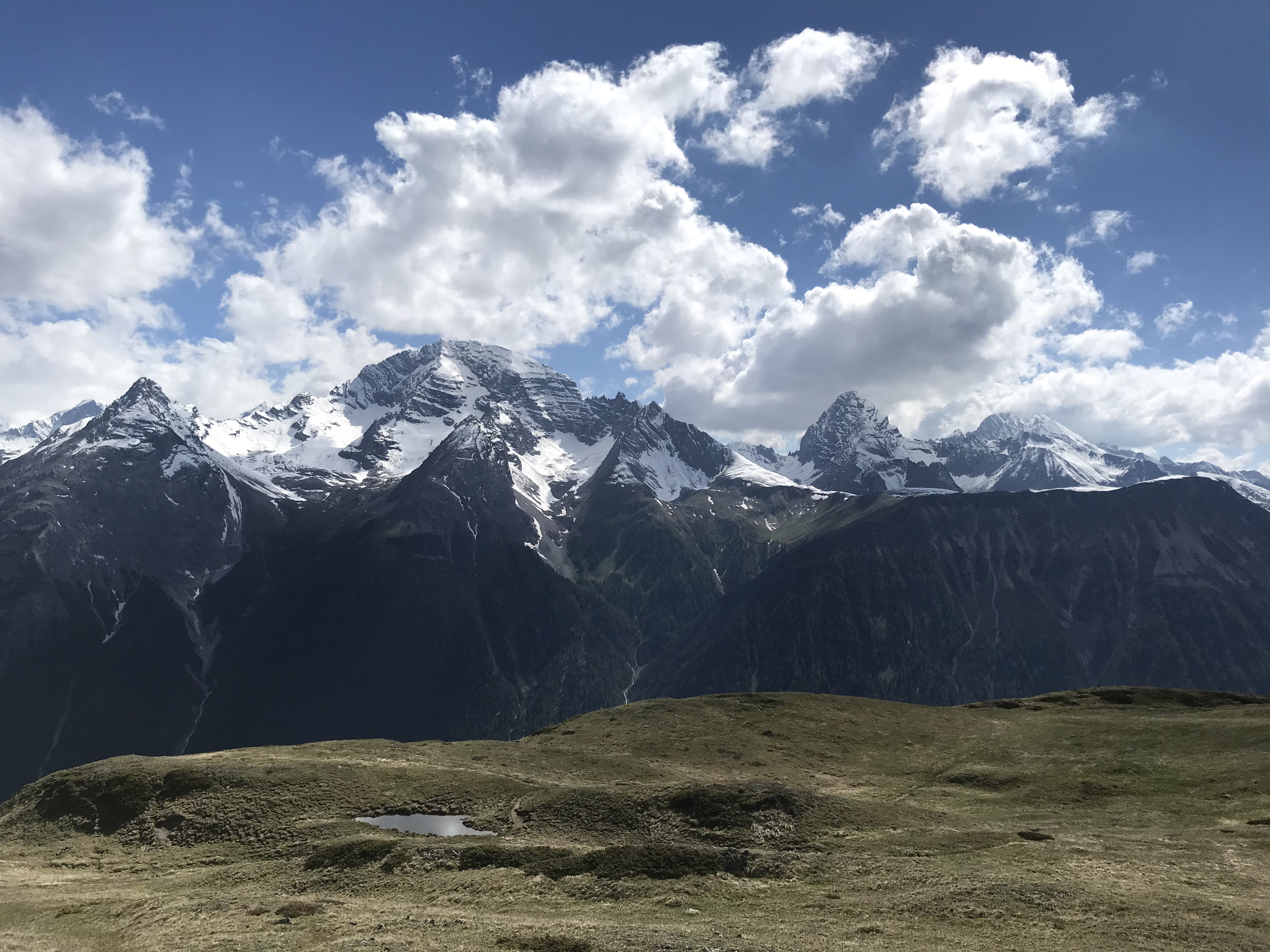
Blick zu den Bergüner Stöcken: Piz Ela, Tinzenhorn und Piz Mitgel (für Annotationen der einzelnen Orte und Berge aufs Bild klicken)
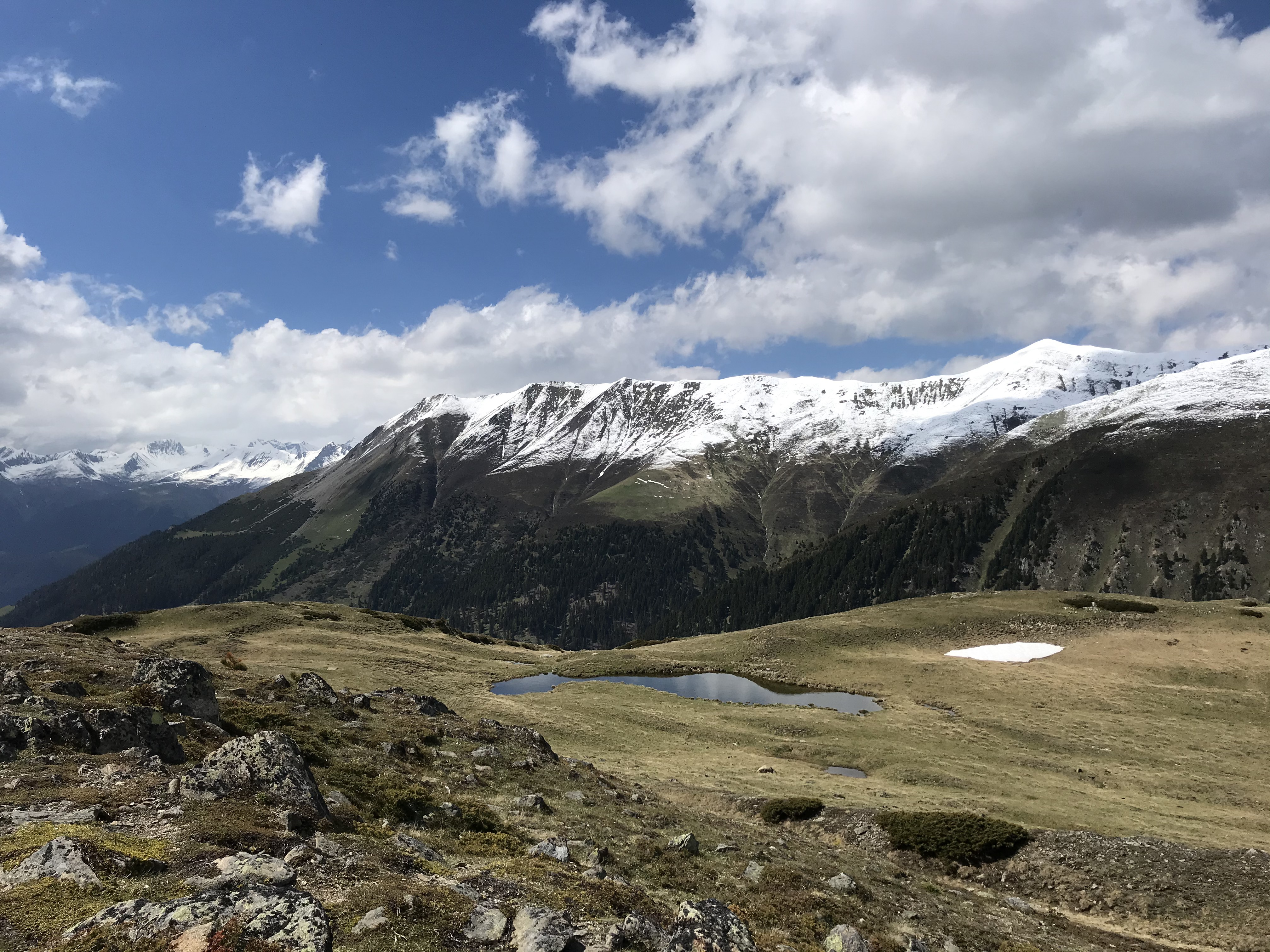
Blick nach Norden zu Muchetta und Stulsergrat
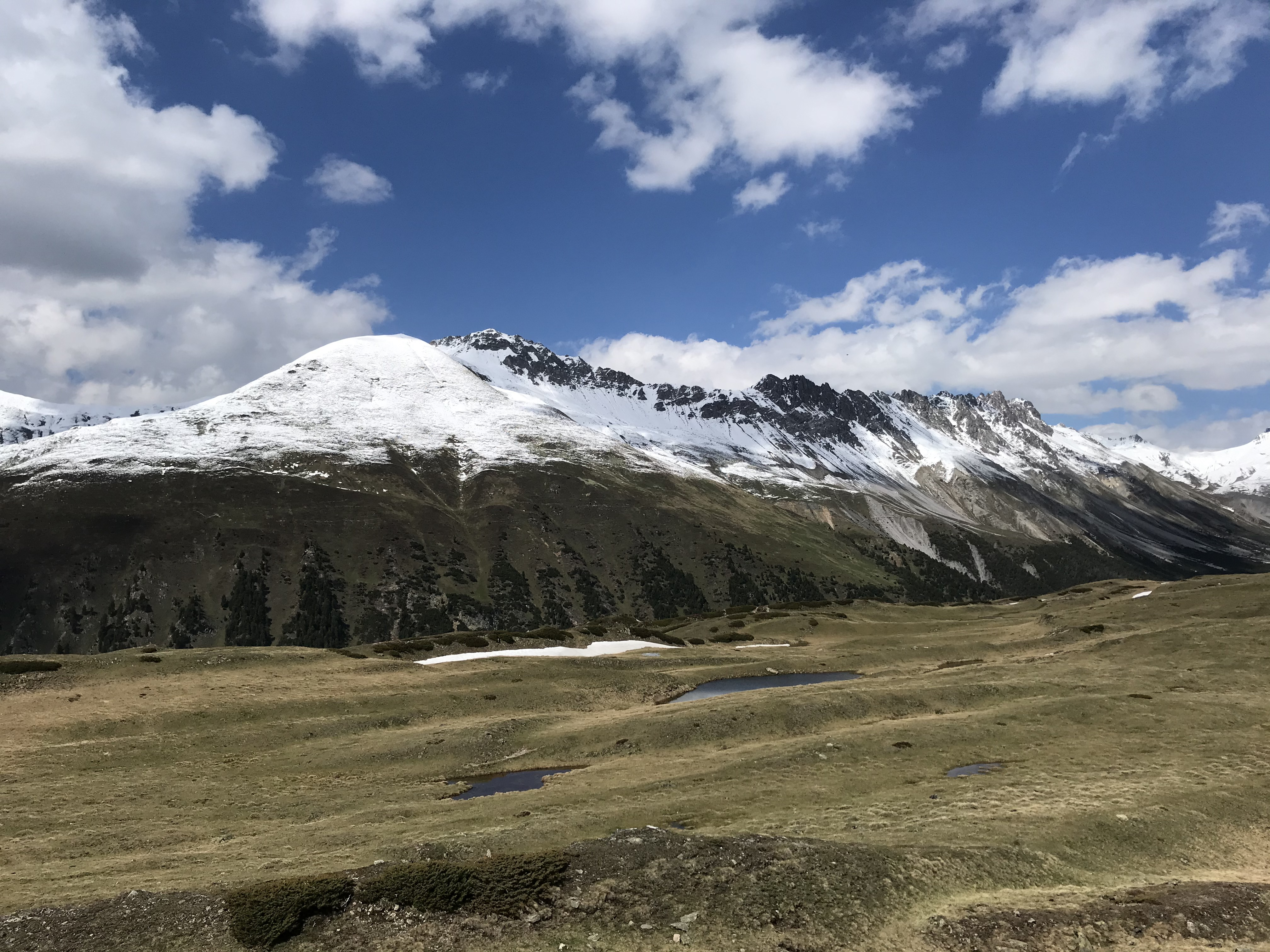
Bott'Ota, Büelenhorn, Mäschengrat und Gipshorn, vom Cuolm da Latsch aus fotografiert
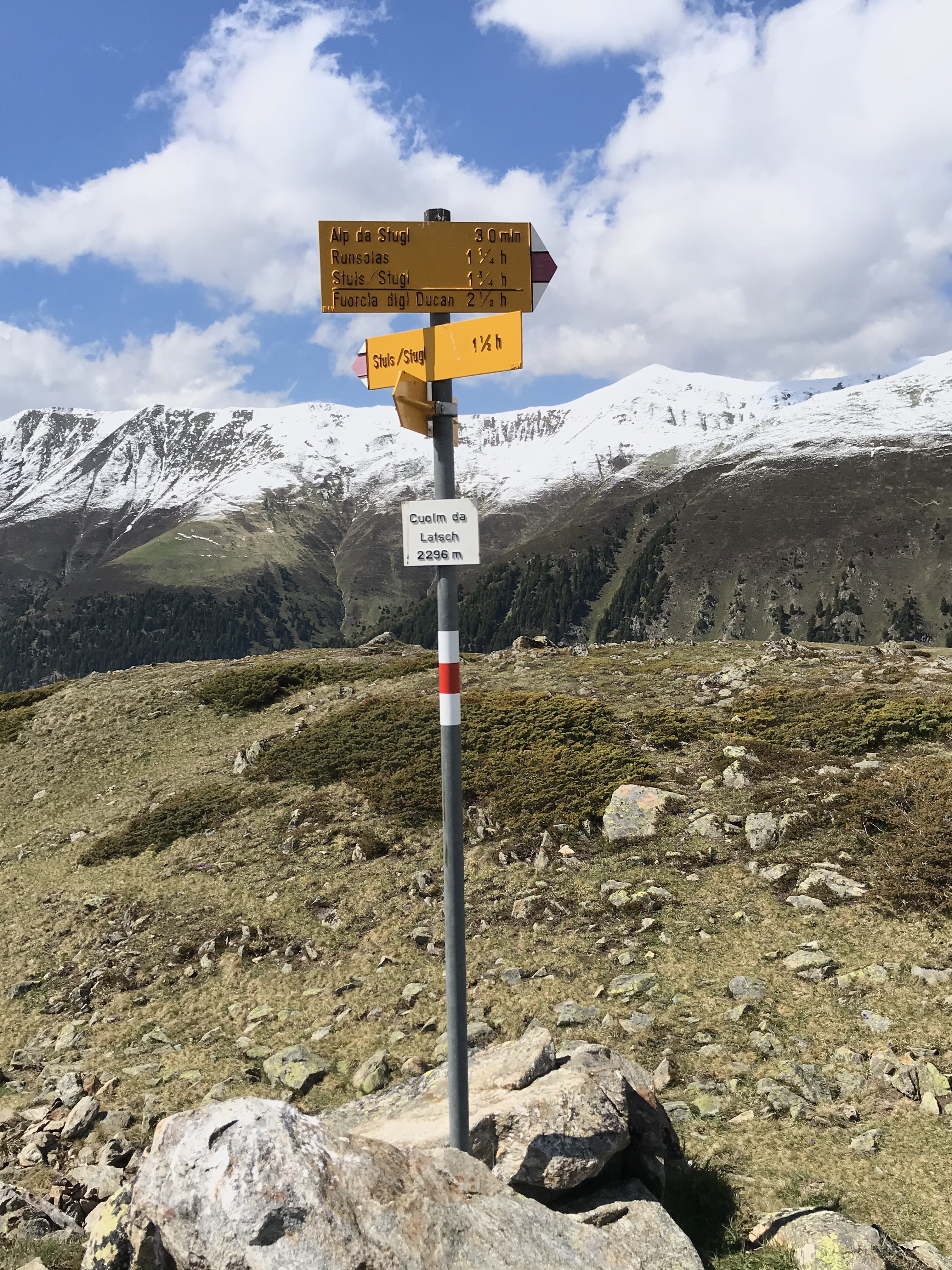
Wegweiser im Gipfelbereich des Cuolm da Latsch
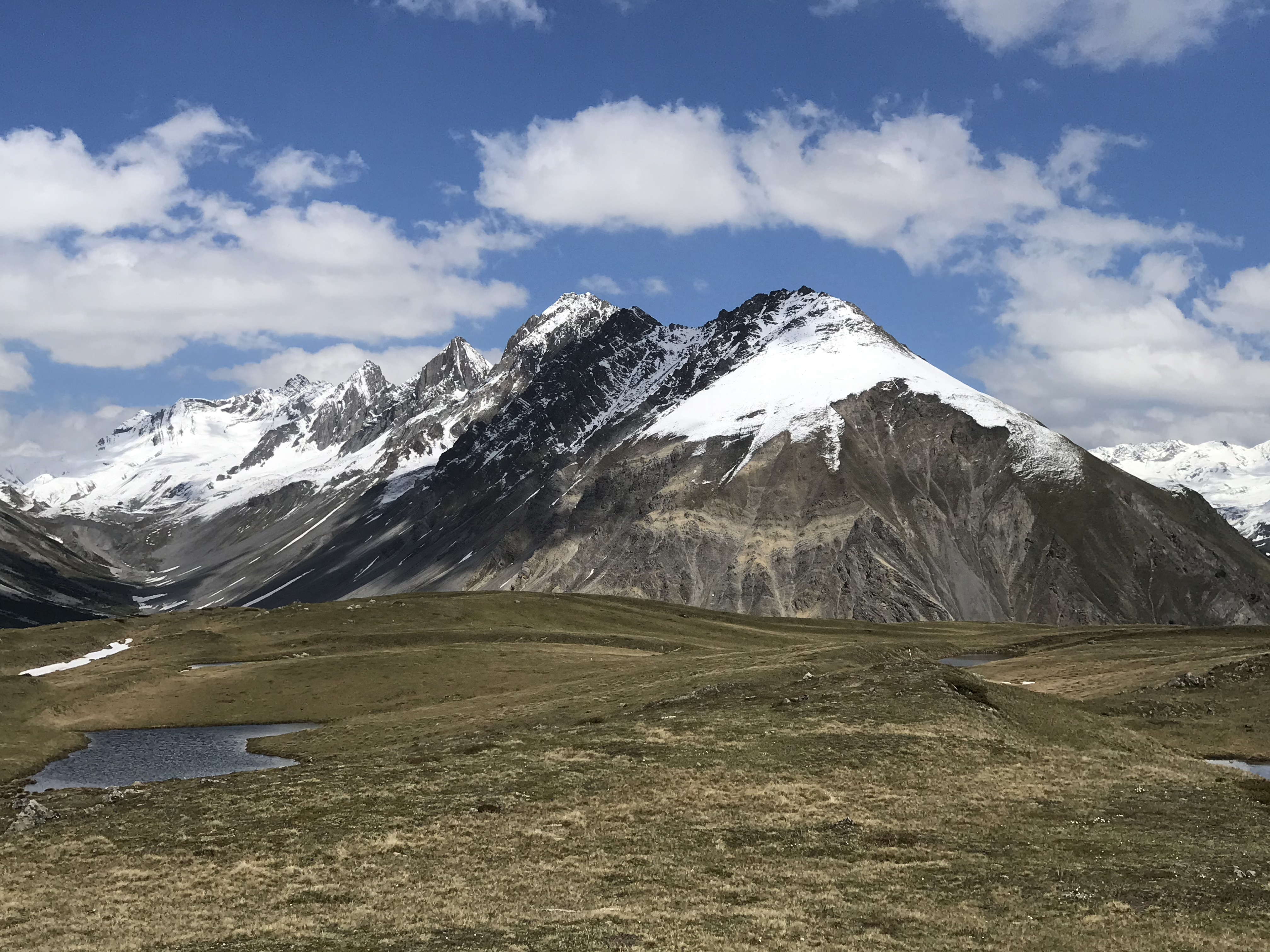
Blick nach Westen zu Piz Prosonch, Piz Valmela, Piz Crealetsch und Piz Ravigliel
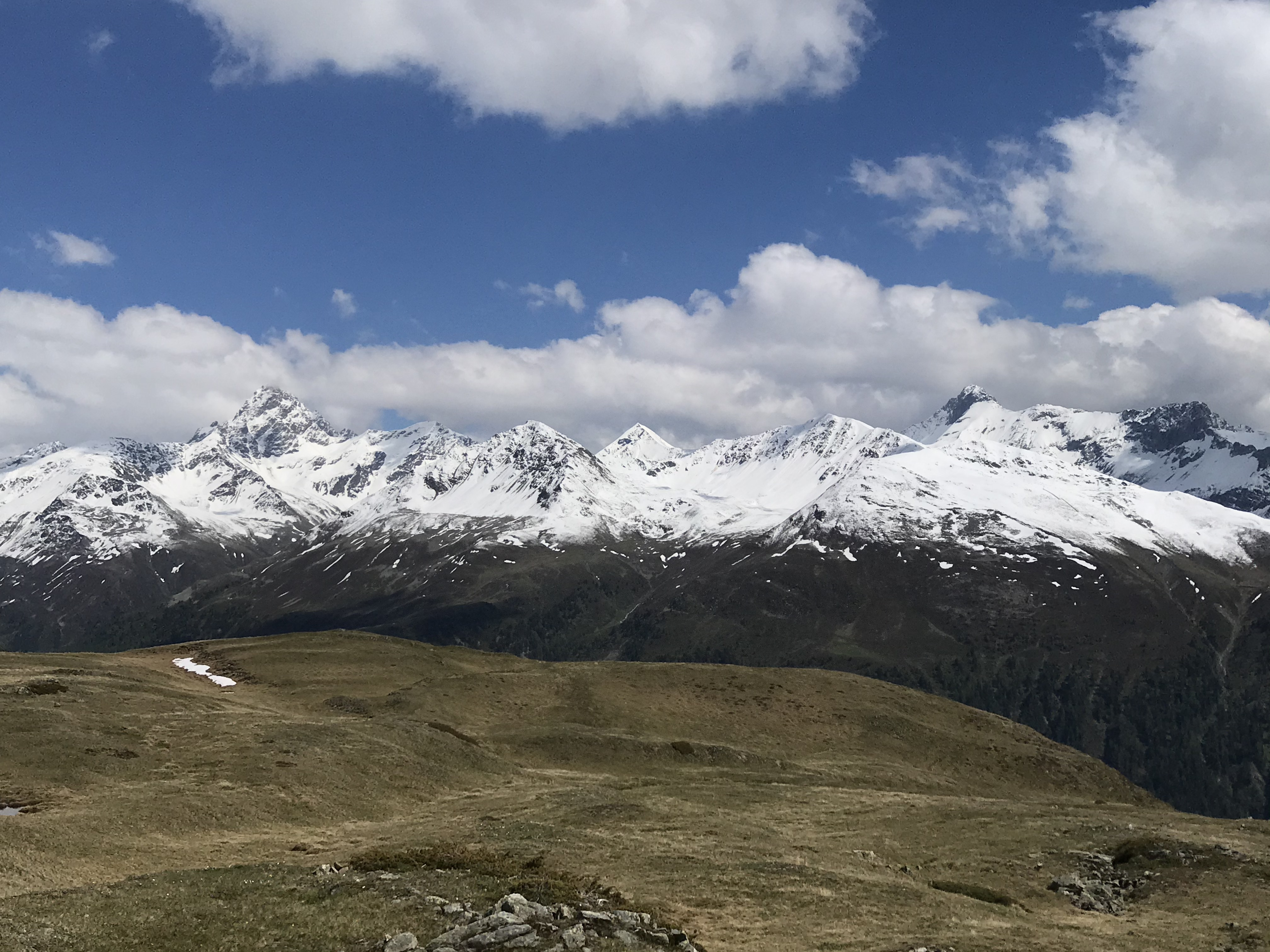
Blick zum Piz Kesch, rechts davon Piz Pischa, Piz Fregslas, Piz Blaisun, Tschima da Tisch und Piz Üertsch (für Annotationen der einzelnen Orte und Berge aufs Bild klicken)